# El profe
El profe és una pel·lícula mexicana de 1972 dirigida per Miguel M. Delgado i protagonitzada per Cantinflas i Marga López. És la primera pel·lícula del comediant ambientada en la dècada dels 70, en la qual participen actors juvenils, encara que ja s'havia presentat una cosa similar i en menor mesura en El analfabeto (1961), per la qual cosa es pot dir que aquesta producció està enfocada a l'educació, tant en el seu contingut com en la seva temàtica i l'ensenyament que deixa és molt significatiu. En aquesta pel·lícula hi ha una participació especial de Ramón Valdés i Angelines Fernández, més coneguts per aparèixer abans i després en les sèries del El Chavo del Ocho i Chespirito. Està doblada al català.

## Argument
Un mestre arriba al poble del Romeral, on tothom l'espera amb gran entusiasme. Però hi ha persones que no volen que els nens s'eduquin per seguir explotant la gent sota els seus ambiciosos plans.

## Repartiment
- Cantinflas com professor Sócrates García.
- Marga López com Doña Hortensia
- Víctor Alcocer com Don Margarito Vázquez
- Eduardo MacGregor com Lucas Campuzano